# Bassin de Bacchus
Le bassin de Bacchus est un bassin des jardins de Versailles, appartenant à l'ensemble des bassins des Saisons : le bassin de Cérès, le bassin de Flore, le bassin de Bacchus, le bassin de Saturne.
Les quatre saisons sont représentées plusieurs fois en sculpture à Versailles. La Grande Commande regroupe un ensemble de sculptures commandées par Louis XIV en 1674 dans lequel figurent des statues des saisons.

## Localisation
Le bassin de Bacchus se trouve au niveau de l'intersection de l'allée de Bacchus-et-de-Saturne et de l'allée de l'Été. Il est entouré par le bosquet de la Reine au Sud-Est, le bassin du Miroir au Sud-Ouest, le parterre de Latone au Nord-Est et le bosquet de la Girandole au Nord-Ouest.

## Composition

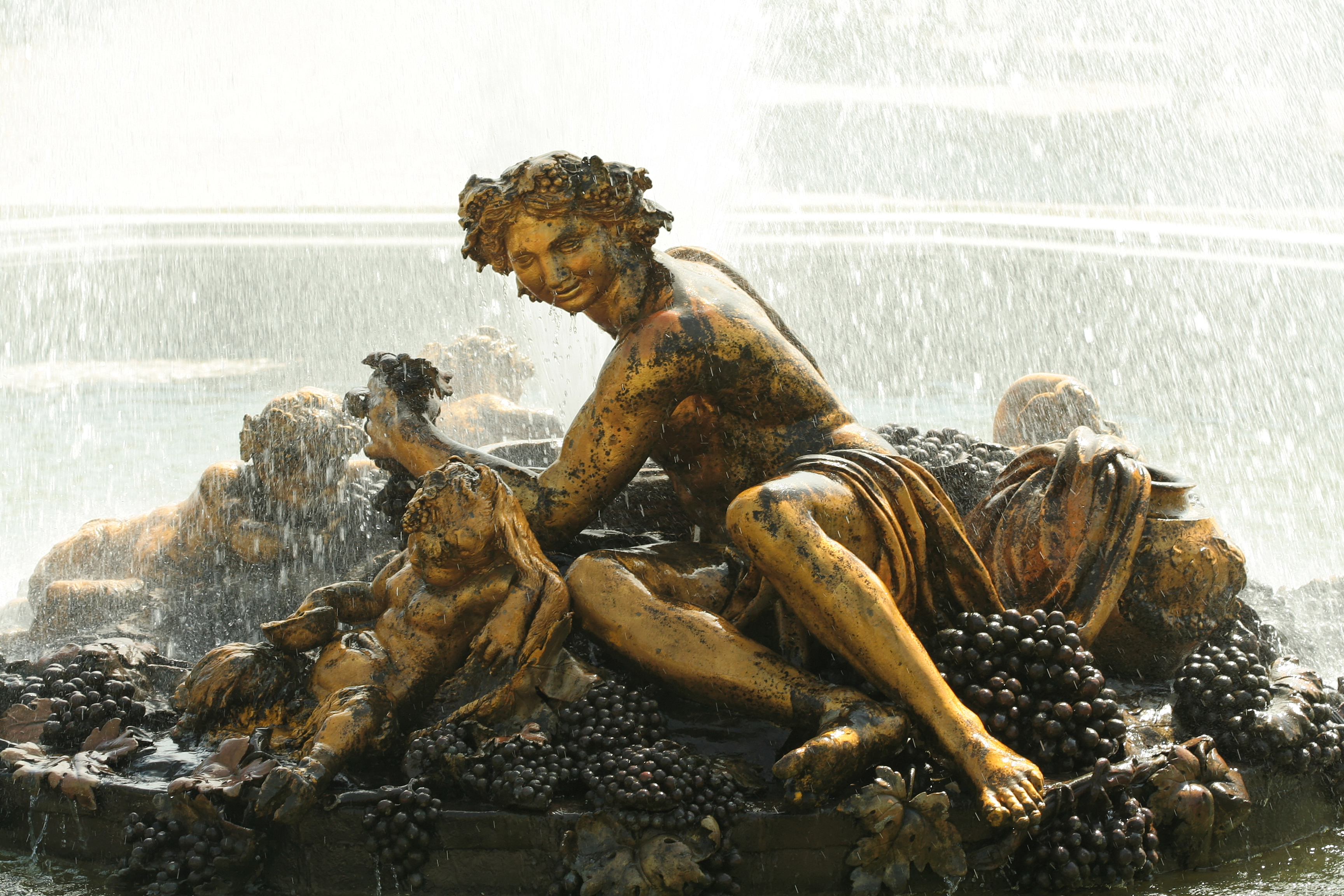
Bacchus entouré de quatre satyres.

Bassin de forme carrée à pans-coupés, dit de l’automne, il est l’égal des trois autres bassins consacrés aux saisons et proches de l’Allée royale. En son centre se trouve une statue de Bacchus entouré de quatre petits satyres, moitié enfants, moitié boucs, allongés sur des grappes de raisin. Bacchus, figure mythologique romaine, enseigne à travers le monde la culture de la vigne. Dieu du vin et l’ivresse, il symbolise l’époque des vendanges.

## Histoire
En 1672, est entreprise la construction des quatre bassins des Saisons : le printemps, représenté par Flore, l’été, sous les traits de Cérès, l’automne, figuré par Bacchus, l’hiver, personnifié par Saturne. Chaque bassin comprend en son centre une plate-forme ronde en plomb sur laquelle figure une statue, allégorie d’une saison, à l’origine entourée d’enfants et de ses attributs habituels. Les groupes d’enfants ont été déplacés dans la Salle des Festins. Les personnages centraux sont dorés et l’îlot central était auparavant entouré d’un cordon de pierre rappelant les attributs de chaque saison, mais ces éléments, jugés par la suite superflus, furent supprimés entre 1684 et 1686. 
Les statues en plomb de Bacchus et des petits satyres ont été sculptées par les frères Marsy de 1673 à 1675.